# FM Quiero
FM Quiero es una radioemisora chilena perteneciente a CNC Medios con sede en Antofagasta. Sus estudios se encuentran en calle Copiapó 886, al igual que sus emisoras hermanas FM Plus y Radio Canal 95.

## Historia
Inició sus transmisiones en enero del 2011 en el 95.1 MHz en Antofagasta, reemplazando a Actual FM que quedó transmitiendo únicamente en la frecuencia 102.9 MHz de Tocopilla.
A diferencia de sus radios hermanas, es la única emisora que no tiene señal satelital fuera de la ciudad.
El equipo de locutores lo integran diversas personalidades del mundo radial de la ciudad de Antofagasta: Susana Montalván, Makarena San Martin, Francisco Varela, Antonio "Karicia" Cortés y Ángel De Rosas.
Además, cuenta con conexión satelital con Radio Agricultura transmitiendo algunos programas deportivos y los partidos de fútbol.
Su voz institucional es la de Jorge Longa y su voz de continuidad es la de Fernando Velásquez (Ex-"Pompis Pompis")

## Frecuencias anteriores
- 88.1 MHz (Antofagasta); hoy Radio Canal 95